# Born This Way (노래)
"Born This Way"는 미국의 가수 레이디 가가의 두 번째 정규 앨범인 Born This Way의 첫 싱글이다. 2011년 2월 11일에 전세계에서 동시에 공개되었다. 이 곡은 레이디 가가와 페르난도 가르바이, DJ 화이트 쉐도우에 의해 만들어졌다.

## 배경
가가는 2010 MTV 비디오 뮤직 어워드에서 "Bad Romance"로 올해의 비디오상을 수상받았을 때 새로운 노래의 제목을 밝혔고, 동시에 가사 한 소절도 불렀었다.("I'm beautiful in my way, 'cause God makes no mistakes; I'm on the right track, baby, I was born this way." - "Born This Way" 가사의 한 부분) 2010년 12월 31일에는 팬들을 위한 크리스마스 선물이라며 "Born This Way"에 관한 스틸컷을 공개했으며, 새로운 앨범 Born This Way는 5월 13일날 발매된다고 밝혔다. 원래 새로운 노래의 공개는 새해가 지나자마자 공개될 예정이었지만, 1월 28일 가사를 자신의 트위터에 공개했다. 2월 7일이 되자 싱글 커버의 공개와 당초 2월 13일 발매예정이였으나, 앞당겨져 2월 11일에 세계 동시 발매되었다.

## 차트 성적

2011년 2월, 애틀랜틱시티에서 열린 The Monster Ball Tour의 "Born This Way" 공연중인 레이디 가가.

발표하자마자 3시간만에 미국 아이튠즈 1위를 하면서 테일러 스위프트의 5시간 기록을 갈아치웠으며 첫날 에어서플라이 청취자수가 25 밀리언을 돌파하면서 한달전 브리트니 스피어스가 세운 9 밀리언을 갈아치웠다.

## 공연 활동
가가는 2011년 2월 14일(KST) 제53회 그래미 상에서 "Born This Way" 첫 무대를 펼쳤다.
한편, The Monster Ball Tour의 막바지에 "Born This Way" 공연을 할 예정이다.

## 트랙 리스트
| Digital download 1. "Born This Way" – 4:20 Born This Way – The Remixes Part 1 1. "Born This Way" (LA Riots Remix) – 6:32 2. "Born This Way" (Chew Fu Born to Fix Remix) – 5:52 3. "Born This Way" (DJ White Shadow Remix) – 4:24 Born This Way – The Remixes Part 2 1. "Born This Way" (Michael Woods Remix) – 6:24 2. "Born This Way" (Dada Life Remix) – 5:16 3. "Born This Way" (Zedd Remix) – 6:30 4. "Born This Way" (Grum Remix) – 5:48 5. "Born This Way" (Bimbo Jones Club Mix) – 6:46 6. "Born This Way" (Twin Shadow Remix) – 4:06 | Limited Edition CD Single/Limited 12" picture disc 1. "Born This Way" – 4:21 2. "Born This Way" (LA Riots Remix) – 6:33 3. "Born This Way" (Chew Fu Born to Fix Remix) – 5:53 4. "Born This Way" (DJ White Shadow Remix) – 4:24 Born This Way (The Country Road Version) – Single 1. "Born This Way" (The Country Road Version) – 4:21 |

## 차트
| 차트 (2011)                          | 최고 순위 |
| ------------------------------------ | --------- |
| 대한민국 가온 디지털 종합차트        | 28        |
| 대한민국 가온 디지털 종합차트 (외국) | 1         |
| 미국 빌보드 핫 100                   | 1         |
| 미국 팝 송                           | 2         |
| 영국 싱글 차트                       | 3         |
| 캐나다 캐나디안 핫 100               | 1         |
| 호주 싱글 차트                       | 1         |

## 라디오 및 발매 일정
| 나라                  | 일정             | 포맷                                             |
| --------------------- | ---------------- | ------------------------------------------------ |
| 미국                  | 2011년 2월 11일  | 컨템퍼러리 히트 라디오와 리드미컬 라디오         |
| 세계                  | 2011년 2월 11일  | 디지털 다운로드                                  |
| 프랑스                | 2011년 3월 14일  | CD 싱글                                          |
| 대한민국              | 2011년 3월 18일  | CD 싱글                                          |
| 미국                  | 2011년 4월 15일  | CD 싱글                                          |
| 대한민국              | 2015년 5월 28일  | CD 싱글                                          |
| 인도네시아            | 2017년 6월 12일  | CD 싱글                                          |
| 말레이시아            | 2025년 1월 20일  | CD 싱글                                          |
| 말레이시아            | 2025년 1월 21일  | CD 싱글                                          |
| 말레이시아            | 2025년 1월 22일  | CD 싱글                                          |
| 말레이시아            | 2025년 1월 23일  | CD 싱글                                          |
| 말레이시아            | 2025년 1월 24일  | CD 싱글                                          |
| 말레이시아            | 2025년 1월 25일  | CD 싱글                                          |
| 말레이시아            | 2025년 1월 26일  | CD 싱글                                          |
| 말레이시아            | 2025년 1월 27일  | CD 싱글                                          |
| 태국                  | 2025년 2월 6일   | CD 싱글                                          |
| 미얀마                | 2025년 2월 6일   | CD 싱글                                          |
| 말레이시아            | 2025년 2월 6일   | CD 싱글                                          |
| 싱가포르              | 2025년 2월 6일   | CD 싱글                                          |
| 마카오                | 2025년 2월 6일   | CD 싱글                                          |
| 마카오                | 2025년 2월 7일   | CD 싱글                                          |
| 홍콩                  | 2025년 2월 7일   | CD 싱글                                          |
| 스페인                | 2025년 2월 7일   | CD 싱글                                          |
| 프랑스                | 2025년 2월 8일   | CD 싱글                                          |
| 포르투갈              | 2025년 2월 8일   | CD 싱글                                          |
| 멕시코                | 2025년 2월 8일   | CD 싱글                                          |
| 브라질                | 2025년 2월 11일  | CD 싱글                                          |
| 네덜란드              | 2025년 2월 11일  | CD 싱글                                          |
| 베트남                | 2025년 2월 11일  | CD 싱글                                          |
| 베트남                | 2025년 2월 13일  | CD 싱글                                          |
| 태국                  | 2025년 2월 13일  | CD 싱글                                          |
| 미얀마                | 2025년 2월 11일  | CD 싱글                                          |
| 미얀마                | 2025년 2월 13일  | CD 싱글                                          |
| 싱가포르              | 2025년 2월 11일  | CD 싱글                                          |
| 싱가포르              | 2025년 2월 21일  | CD 싱글                                          |
| 이스라엘              | 2025년 2월 26일  | CD 싱글                                          |
| 스웨덴                | 2025년 2월 21일  | CD 싱글                                          |
| 스웨덴                | 2025년 2월 26일  | CD 싱글                                          |
| 캐나다                | 2025년 2월 26일  | CD 싱글                                          |
| 러시아                | 2025년 2월 28일  | CD 싱글                                          |
| 페루                  | 2025년 2월 28일  | CD 싱글                                          |
| 프랑스                | 2025년 3월 4일   | CD 싱글                                          |
| 브라질                | 2025년 3월 6일   | CD 싱글                                          |
| 싱가포르              | 2025년 3월 7일   | CD 싱글                                          |
| 말레이시아            | 2025년 3월 7일   | CD 싱글                                          |
| 브라질                | 2025년 3월 8일   | CD 싱글                                          |
| 캐나다                | 2025년 3월 13일  | CD 싱글                                          |
| 스페인                | 2025년 3월 13일  | CD 싱글                                          |
| 말레이시아            | 2025년 3월 14일  | CD 싱글                                          |
| 싱가포르              | 2025년 3월 14일  | CD 싱글                                          |
| 스웨덴                | 2025년 3월 14일  | CD 싱글                                          |
| 캐나다                | 2025년 3월 16일  | CD 싱글                                          |
| 스페인                | 2025년 3월 16일  | CD 싱글                                          |
| 싱가포르              | 2025년 3월 17일  | CD 싱글                                          |
| 캐나다                | 2025년 3월 17일  | CD 싱글                                          |
| 말레이시아            | 2025년 3월 17일  | CD 싱글                                          |
| 러시아                | 2025년 3월 18일  | CD 싱글                                          |
| 스페인                | 2025년 3월 18일  | CD 싱글                                          |
| 캐나다                | 2025년 3월 20일  | CD 싱글                                          |
| 스페인                | 2025년 3월 21일  | CD 싱글                                          |
| 러시아                | 2025년 3월 22일  | CD 싱글                                          |
| 캐나다                | 2025년 3월 22일  | CD 싱글                                          |
| 싱가포르              | 2025년 3월 22일  | CD 싱글                                          |
| 캐나다                | 2025년 3월 23일  | CD 싱글                                          |
| 스페인                | 2025년 3월 23일  | CD 싱글                                          |
| 싱가포르              | 2025년 3월 24일  | CD 싱글                                          |
| 태국                  | 2025년 3월 25일  | CD 싱글                                          |
| 말레이시아            | 2025년 3월 25일  | CD 싱글                                          |
| 캐나다                | 2025년 3월 26일  | CD 싱글                                          |
| 스페인                | 2025년 3월 26일  | CD 싱글                                          |
| 싱가포르              | 2025년 3월 26일  | CD 싱글                                          |
| 러시아                | 2025년 3월 26일  | CD 싱글                                          |
| 스웨덴                | 2025년 3월 26일  | CD 싱글                                          |
| 스웨덴                | 2025년 3월 27일  | CD 싱글                                          |
| 캐나다                | 2025년 3월 27일  | CD 싱글                                          |
| 스페인                | 2025년 3월 27일  | CD 싱글                                          |
| 싱가포르              | 2025년 3월 28일  | CD 싱글                                          |
| 말레이시아            | 2025년 3월 28일  | CD 싱글                                          |
| 스웨덴                | 2025년 3월 29일  | CD 싱글                                          |
| 싱가포르              | 2025년 3월 29일  | CD 싱글                                          |
| 말레이시아            | 2025년 3월 29일  | CD 싱글                                          |
| 스페인                | 2025년 3월 29일  | CD 싱글                                          |
| 캐나다                | 2025년 3월 29일  | CD 싱글                                          |
| 싱가포르              | 2025년 3월 30일  | CD 싱글                                          |
| 스페인                | 2025년 3월 30일  | CD 싱글                                          |
| 말레이시아            | 2025년 3월 31일  | CD 싱글                                          |
| 싱가포르              | 2025년 3월 31일  | CD 싱글                                          |
| 캐나다                | 2025년 3월 31일  | CD 싱글                                          |
| 스페인                | 2025년 3월 31일  | CD 싱글                                          |
| 마카오                | 2025년 3월 31일  | CD 싱글                                          |
| 싱가포르              | 2025년 4월 1일   | CD 싱글                                          |
| 말레이시아            | 2025년 4월 1일   | CD 싱글                                          |
| 스페인                | 2025년 4월 2일   | CD 싱글                                          |
| 싱가포르              | 2025년 4월 2일   | CD 싱글                                          |
| 캐나다                | 2025년 4월 3일   | CD 싱글                                          |
| 말레이시아            | 2025년 4월 4일   | CD 싱글                                          |
| 스웨덴                | 2025년 4월 4일   | CD 싱글                                          |
| 싱가포르              | 2025년 4월 5일   | CD 싱글                                          |
| 스페인                | 2025년 4월 5일   | CD 싱글                                          |
| 스웨덴                | 2025년 4월 5일   | CD 싱글                                          |
| 말레이시아            | 2025년 4월 6일   | CD 싱글                                          |
| 스웨덴                | 2025년 4월 6일   | CD 싱글                                          |
| 싱가포르              | 2025년 4월 7일   | CD 싱글                                          |
| 캐나다                | 2025년 4월 7일   | CD 싱글                                          |
| 말레이시아            | 2025년 4월 8일   | CD 싱글                                          |
| 싱가포르              | 2025년 4월 9일   | CD 싱글                                          |
| 스페인                | 2025년 4월 10일  | CD 싱글                                          |
| 스페인                | 2025년 4월 11일  | CD 싱글                                          |
| 캐나다                | 2025년 4월 11일  | CD 싱글                                          |
| 말레이시아            | 2025년 4월 11일  | CD 싱글                                          |
| 싱가포르              | 2025년 4월 12일  | CD 싱글                                          |
| 말레이시아            | 2025년 4월 13일  | CD 싱글                                          |
| 싱가포르              | 2025년 4월 13일  | CD 싱글                                          |
| 말레이시아            | 2025년 4월 14일  | CD 싱글                                          |
| 싱가포르              | 2025년 4월 14일  | CD 싱글                                          |
| 캐나다                | 2025년 4월 14일  | CD 싱글                                          |
| 스웨덴                | 2025년 4월 14일  | CD 싱글                                          |
| 러시아                | 2025년 4월 14일  | CD 싱글                                          |
| 러시아                | 2025년 4월 15일  | CD 싱글                                          |
| 싱가포르              | 2025년 4월 15일  | CD 싱글                                          |
| 말레이시아            | 2025년 4월 15일  | CD 싱글                                          |
| 스웨덴                | 2025년 4월 15일  | CD 싱글                                          |
| 싱가포르              | 2025년 4월 16일  | CD 싱글                                          |
| 스웨덴                | 2025년 4월 17일  | CD 싱글                                          |
| 싱가포르              | 2025년 4월 17일  | CD 싱글                                          |
| 말레이시아            | 2025년 4월 18일  | CD 싱글                                          |
| 캐나다                | 2025년 4월 18일  | CD 싱글                                          |
| 태국                  | 2025년 4월 18일  | CD 싱글                                          |
| 싱가포르              | 2025년 4월 19일  | CD 싱글                                          |
| 말레이시아            | 2025년 4월 19일  | CD 싱글                                          |
| 캐나다                | 2025년 4월 19일  | CD 싱글                                          |
| 스페인                | 2025년 4월 19일  | CD 싱글                                          |
| 브라질                | 2025년 4월 19일  | CD 싱글                                          |
| 스웨덴                | 2025년 4월 19일  | CD 싱글                                          |
| 포르투갈              | 2025년 4월 19일  | CD 싱글                                          |
| 태국                  | 2025년 4월 19일  | CD 싱글                                          |
| 미얀마                | 2025년 4월 19일  | CD 싱글                                          |
| 베트남                | 2025년 4월 19일  | CD 싱글                                          |
| 싱가포르              | 2025년 4월 20일  | CD 싱글                                          |
| 말레이시아            | 2025년 4월 20일  | CD 싱글                                          |
| 스페인                | 2025년 4월 20일  | CD 싱글                                          |
| 러시아                | 2025년 4월 20일  | CD 싱글                                          |
| 태국                  | 2025년 4월 21일  | CD 싱글                                          |
| 스페인                | 2025년 4월 21일  | CD 싱글                                          |
| 싱가포르              | 2025년 4월 21일  | CD 싱글                                          |
| 말레이시아            | 2025년 4월 21일  | CD 싱글                                          |
| 미얀마                | 2025년 4월 21일  | CD 싱글                                          |
| 싱가포르              | 2025년 4월 22일  | CD 싱글                                          |
| 미얀마                | 2025년 4월 22일  | CD 싱글                                          |
| 말레이시아            | 2025년 4월 22일  | CD 싱글                                          |
| 이스라엘              | 2025년 4월 22일  | CD 싱글                                          |
| 러시아                | 2025년 4월 22일  | CD 싱글                                          |
| 태국                  | 2025년 4월 22일  | CD 싱글                                          |
| 말레이시아            | 2025년 4월 23일  | CD 싱글                                          |
| 미얀마                | 2025년 4월 23일  | CD 싱글                                          |
| 태국                  | 2025년 4월 23일  | CD 싱글                                          |
| 스페인                | 2025년 4월 23일  | CD 싱글                                          |
| 브라질                | 2025년 4월 23일  | CD 싱글                                          |
| 태국                  | 2025년 4월 24일  | CD 싱글                                          |
| 싱가포르              | 2025년 4월 25일  | CD 싱글                                          |
| 말레이시아            | 2025년 4월 25일  | CD 싱글                                          |
| 캐나다                | 2025년 4월 25일  | CD 싱글                                          |
| 태국                  | 2025년 4월 26일  | CD 싱글                                          |
| 싱가포르              | 2025년 4월 26일  | CD 싱글                                          |
| 말레이시아            | 2025년 4월 26일  | CD 싱글                                          |
| 캐나다                | 2025년 4월 26일  | CD 싱글                                          |
| 스페인                | 2025년 4월 26일  | CD 싱글                                          |
| 미얀마                | 2025년 4월 26일  | CD 싱글                                          |
| 러시아                | 2025년 4월 26일  | CD 싱글                                          |
| 이스라엘              | 2025년 4월 26일  | CD 싱글                                          |
| 멕시코                | 2025년 4월 26일  | CD 싱글                                          |
| 베트남                | 2025년 4월 26일  | CD 싱글                                          |
| 스웨덴                | 2025년 4월 26일  | CD 싱글                                          |
| 포르투갈              | 2025년 4월 26일  | CD 싱글                                          |
| 태국                  | 2025년 4월 27일  | CD 싱글                                          |
| 싱가포르              | 2025년 4월 27일  | CD 싱글                                          |
| 말레이시아            | 2025년 4월 27일  | CD 싱글                                          |
| 캐나다                | 2025년 4월 27일  | CD 싱글                                          |
| 스페인                | 2025년 4월 27일  | CD 싱글                                          |
| 미얀마                | 2025년 4월 27일  | CD 싱글                                          |
| 러시아                | 2025년 4월 27일  | CD 싱글                                          |
| 이스라엘              | 2025년 4월 27일  | CD 싱글                                          |
| 멕시코                | 2025년 4월 27일  | CD 싱글                                          |
| 베트남                | 2025년 4월 27일  | CD 싱글                                          |
| 스웨덴                | 2025년 4월 27일  | CD 싱글                                          |
| 네덜란드              | 2025년 4월 27일  | CD 싱글                                          |
| 포르투갈              | 2025년 4월 27일  | CD 싱글                                          |
| 페루                  | 2025년 4월 27일  | CD 싱글                                          |
| 마카오                | 2025년 4월 27일  | CD 싱글                                          |
| 대한민국              | 2025년 4월 27일  | CD 싱글                                          |
| 인도                  | 2025년 4월 27일  | CD 싱글                                          |
| 홍콩                  | 2025년 4월 27일  | CD 싱글                                          |
| 포르투갈              | 2025년 4월 28일  | CD 싱글                                          |
| 러시아                | 2025년 4월 29일  | CD 싱글                                          |
| 스페인                | 2025년 4월 30일  | CD 싱글                                          |
| 싱가포르              | 2025년 4월 30일  | CD 싱글                                          |
| 스웨덴                | 2025년 5월 1일   | CD 싱글                                          |
| 싱가포르              | 2025년 5월 1일   | CD 싱글                                          |
| 캐나다                | 2025년 5월 1일   | CD 싱글                                          |
| 말레이시아            | 2025년 5월 1일   | CD 싱글                                          |
| 싱가포르              | 2025년 5월 2일   | CD 싱글                                          |
| 캐나다                | 2025년 5월 2일   | CD 싱글                                          |
| 말레이시아            | 2025년 5월 2일   | CD 싱글                                          |
| 인도                  | 2025년 5월 2일   | CD 싱글                                          |
| 페루                  | 2025년 5월 2일   | CD 싱글                                          |
| 말레이시아            | 2025년 5월 3일   | CD 싱글                                          |
| 캐나다                | 2025년 5월 3일   | CD 싱글                                          |
| 스웨덴                | 2025년 5월 3일   | CD 싱글                                          |
| 캐나다                | 2025년 5월 4일   | CD 싱글                                          |
| 베트남                | 2025년 5월 4일   | CD 싱글                                          |
| 스페인                | 2025년 5월 4일   | CD 싱글                                          |
| 싱가포르              | 2025년 5월 4일   | CD 싱글                                          |
| 말레이시아            | 2025년 5월 4일   | CD 싱글                                          |
| 베트남                | 2025년 5월 5일   | CD 싱글                                          |
| 러시아                | 2025년 5월 5일   | CD 싱글                                          |
| 베트남                | 2025년 5월 6일   | CD 싱글                                          |
| 싱가포르              | 2025년 5월 6일   | CD 싱글                                          |
| 말레이시아            | 2025년 5월 6일   | CD 싱글                                          |
| 러시아                | 2025년 5월 6일   | CD 싱글                                          |
| 말레이시아            | 2025년 5월 7일   | CD 싱글                                          |
| 말레이시아            | 2025년 5월 8일   | CD 싱글                                          |
| 스웨덴                | 2025년 5월 8일   | CD 싱글                                          |
| 카나다                | 2025년 5월 8일   | CD 싱글                                          |
| 태국                  | 2025년 5월 8일   | CD 싱글                                          |
| 말레이시아            | 2025년 5월 9일   | CD 싱글                                          |
| 캐나다                | 2025년 5월 9일   | CD 싱글                                          |
| 태국                  | 2025년 5월 9일   | CD 싱글                                          |
| 인도                  | 2025년 5월 9일   | CD 싱글                                          |
| 페루                  | 2025년 5월 9일   | CD 싱글                                          |
| 말레이시아            | 2025년 5월 10일  | CD 싱글                                          |
| 캐나다                | 2025년 5월 10일  | CD 싱글                                          |
| 태국                  | 2025년 5월 10일  | CD 싱글                                          |
| 인도                  | 2025년 5월 10일  | CD 싱글                                          |
| 페루                  | 2025년 5월 10일  | CD 싱글                                          |
| 브라질                | 2025년 5월 10일  | CD 싱글                                          |
| 미얀마                | 2025년 5월 10일  | CD 싱글                                          |
| 싱가포르              | 2025년 5월 10일  | CD 싱글                                          |
| 베트남                | 2025년 5월 10일  | CD 싱글                                          |
| 싱가포르              | 2025년 5월 11일  | CD 싱글                                          |
| 미얀마                | 2025년 5월 11일  | CD 싱글                                          |
| 페루                  | 2025년 5월 11일  | CD 싱글                                          |
| 러시아                | 2025년 5월 11일  | CD 싱글                                          |
| 포르투갈              | 2025년 5월 11일  | CD 싱글                                          |
| 태국                  | 2025년 5월 11일  | CD 싱글                                          |
| 미얀마                | 2025년 5월 11일  | CD 싱글                                          |
| 베트남                | 2025년 5월 12일  | CD 싱글                                          |
| 태국                  | 2025년 5월 12일  | CD 싱글                                          |
| 미얀마                | 2025년 5월 12일  | CD 싱글                                          |
| 인도                  | 2025년 5월 12일  | CD 싱글                                          |
| 브라질                | 2025년 5월 11일  | CD 싱글                                          |
| 브라질                | 2025년 5월 12일  | CD 싱글                                          |
| 브라질                | 2025년 5월 13일  | CD 싱글                                          |
| 스웨덴                | 2025년 5월 12일  | CD 싱글                                          |
| 네덜란드              | 2025년 5월 12일  | CD 싱글                                          |
| 멕시코                | 2025년 5월 12일  | CD 싱글                                          |
| 페루                  | 2025년 5월 12일  | CD 싱글                                          |
| 인도                  | 2025년 5월 13일  | CD 싱글                                          |
| 스웨덴                | 2025년 5월 13일  | CD 싱글                                          |
| 싱가포르              | 2025년 5월 13일  | CD 싱글                                          |
| 말레이시아            | 2025년 5월 13일  | CD 싱글                                          |
| 페루                  | 2025년 5월 13일  | CD 싱글                                          |
| 멕시코                | 2025년 5월 13일  | CD 싱글                                          |
| 네덜란드              | 2025년 5월 13일  | CD 싱글                                          |
| 스페인                | 2025년 5월 13일  | CD 싱글                                          |
| 캐나다                | 2025년 5월 14일  | CD 싱글                                          |
| 네덜란드              | 2025년 5월 14일  | CD 싱글                                          |
| 멕시코                | 2025년 5월 14일  | CD 싱글                                          |
| 브라질                | 2025년 5월 14일  | CD 싱글                                          |
| 포르투갈              | 2025년 5월 14일  | CD 싱글                                          |
| 페루                  | 2025년 5월 14일  | CD 싱글                                          |
| 싱가포르              | 2025년 5월 14일  | CD 싱글                                          |
| 말레이시아            | 2025년 5월 14일  | CD 싱글                                          |
| 베트남                | 2025년 5월 14일  | CD 싱글                                          |
| 미얀마                | 2025년 5월 14일  | CD 싱글                                          |
| 태국                  | 2025년 5월 14일  | CD 싱글                                          |
| 포르투갈,미얀마       | 2025년 5월 14일  | CD 싱글,컨템퍼러리 히트 라디오와 리드미컬 라디오 |
| 러시아                | 2025년 5월 14일  | CD 싱글                                          |
| 네덜란드              | 2025년 5월 14일  | CD 싱글                                          |
| 스웨덴                | 2025년 5월 14일  | CD 싱글                                          |
| 스페인                | 2025년 5월 14일  | CD 싱글                                          |
| 이스라엘              | 2025년 5월 14일  | CD 싱글                                          |
| 인도                  | 2025년 5월 14일  | CD 싱글                                          |
| 프랑스                | 2025년 5월 14일  | CD 싱글                                          |
| 포르투갈              | 2025년 5월 15일  | CD 싱글                                          |
| 미얀마                | 2025년 5월 15일  | CD 싱글                                          |
| 싱가포르              | 2025년 5월 15일  | CD 싱글                                          |
| 베트남                | 2025년 5월 15일  | CD 싱글                                          |
| 네덜란드              | 2025년 5월 15일  | CD 싱글                                          |
| 스웨덴                | 2025년 5월 15일  | CD 싱글                                          |
| 태국                  | 2025년 5월 15일  | CD 싱글                                          |
| 태국,미얀마           | 2025년 5월 15일  | CD 싱글                                          |
| 말레이시아            | 2025년 5월 15일  | CD 싱글                                          |
| 러시아                | 2025년 5월 15일  | CD 싱글                                          |
| 인도                  | 2025년 5월 15일  | CD 싱글                                          |
| 대한민국              | 2025년 5월 15일  | CD 싱글                                          |
| 포르투갈,싱가포르     | 2025년 5월 15일  | CD 싱글,컨템퍼러리 히트 라디오와 리드미컬 라디오 |
| 말레이시아            | 2025년 5월 15일  | CD 싱글                                          |
| 러시아,말레이시아     | 2025년 5월 15일  | CD 싱글                                          |
| 프랑스                | 2025년 5월 15일  | CD 싱글                                          |
| 페루                  | 2025년 5월 15일  | CD 싱글                                          |
| 싱가포르              | 2025년 5월 16일  | CD 싱글                                          |
| 네덜란드              | 2025년 5월 16일  | CD 싱글                                          |
| 베트남                | 2025년 5월 16일  | CD 싱글                                          |
| 스페인                | 2025년 5월 16일  | CD 싱글                                          |
| 태국                  | 2025년 5월 16일  | CD 싱글                                          |
| 미얀마                | 2025년 5월 16일  | CD 싱글                                          |
| 태국,미얀마           | 2025년 5월 16일  | CD 싱글                                          |
| 말레이시아            | 2025년 5월 16일  | CD 싱글                                          |
| 멕시코                | 2025년 5월 16일  | CD 싱글                                          |
| 페루                  | 2025년 5월 16일  | CD 싱글                                          |
| 브라질                | 2025년 5월 16일  | CD 싱글                                          |
| 포르투갈              | 2025년 5월 16일  | CD 싱글                                          |
| 러시아                | 2025년 5월 16일  | CD 싱글                                          |
| 스웨덴                | 2025년 5월 16일  | CD 싱글                                          |
| 프랑스                | 2025년 5월 16일  | CD 싱글                                          |
| 이스라엘              | 2025년 5월 16일  | CD 싱글                                          |
| 인도                  | 2025년 5월 16일  | CD 싱글                                          |
| 러시아,말레이시아     | 2025년 5월 16일  | CD 싱글                                          |
| 캐나다                | 2025년 5월 16일  | CD 싱글                                          |
| 이스라엘,캐나다       | 2025년 5월 16일  | CD 싱글                                          |
| 베트남,스페인         | 2025년 5월 16일  | CD 싱글                                          |
| 세인트빈센트 그레나딘 | 2025년 5월 16일  | CD 싱글                                          |
| 싱가포르              | 2025년 5월 17일  | CD 싱글                                          |
| 세인트빈센트 그레나딘 | 2025년 5월 17일  | CD 싱글                                          |
| 말레이시아            | 2025년 5월 17일  | CD 싱글                                          |
| 이스라엘              | 2025년 5월 17일  | CD 싱글                                          |
| 네덜란드              | 2025년 5월 17일  | CD 싱글                                          |
| 미얀마                | 2025년 5월 17일  | CD 싱글                                          |
| 스페인                | 2025년 5월 17일  | CD 싱글                                          |
| 싱가포르,멕시코       | 2025년 5월 17일  | CD 싱글                                          |
| 브라질,스웨덴         | 2025년 4월 19일  | CD 싱글                                          |
| 브라질,스웨덴         | 2025년 5월 12일  | CD 싱글                                          |
| 브라질,스웨덴         | 2025년 5월 12일  | CD 싱글                                          |
| 브라질,스웨덴         | 2025년 5월 12일  | CD 싱글                                          |
| 말레이시아            | 2025년 5월 18일  | CD 싱글                                          |
| 싱가포르              | 2025년 5월 18일  | CD 싱글                                          |
| 말레이시아,싱가포르   | 2025년 5월 18일  | CD 싱글                                          |
| 브라질                | 2025년 5월 18일  | CD 싱글                                          |
| 스웨덴                | 2025년 5월 18일  | CD 싱글                                          |
| 포르투갈              | 2025년 5월 18일  | CD 싱글                                          |
| 멕시코                | 2025년 5월 18일  | CD 싱글                                          |
| 캐나다                | 2025년 5월 18일  | CD 싱글                                          |
| 스페인                | 2025년 5월 18일  | CD 싱글                                          |
| 싱가포르,멕시코       | 2025년 5월 18일  | CD 싱글                                          |
| 페루                  | 2025년 5월 18일  | CD 싱글                                          |
| 베트남                | 2025년 5월 18일  | CD 싱글                                          |
| 이스라엘              | 2025년 5월 18일  | CD 싱글                                          |
| 네덜란드              | 2025년 5월 18일  | CD 싱글                                          |
| 러시아                | 2025년 5월 18일  | CD 싱글                                          |
| 태국                  | 2025년 5월 18일  | CD 싱글                                          |
| 미얀마                | 2025년 5월 18일  | CD 싱글                                          |
| 세인트빈센트 그레나딘 | 2025년 5월 18일  | CD 싱글                                          |
| 프랑스                | 2025년 5월 18일  | CD 싱글                                          |
| 인도네시아            | 2025년 5월 18일  | CD 싱글                                          |
| 인도                  | 2025년 5월 18일  | CD 싱글                                          |
| 대한민국              | 2025년 5월 18일  | CD 싱글                                          |
| 인도                  | 2025년 5월 19일  | CD 싱글                                          |
| 인도네시아            | 2025년 5월 19일  | CD 싱글                                          |
| 말레이시아            | 2025년 5월 19일  | CD 싱글                                          |
| 싱가포르              | 2025년 5월 19일  | CD 싱글                                          |
| 싱가포르,말레이시아   | 2025년 5월 19일  | CD 싱글                                          |
| 태국                  | 2025년 5월 19일  | CD 싱글                                          |
| 미얀마                | 2025년 5월 19일  | CD 싱글                                          |
| 싱가포르              | 2025년 5월 20일  | CD 싱글                                          |
| 프랑스                | 2025년 5월 20일  | CD 싱글                                          |
| 태국                  | 2025년 5월 20일  | CD 싱글                                          |
| 말레이시아            | 2025년 5월 20일  | CD 싱글                                          |
| 미얀마                | 2025년 5월 20일  | CD 싱글                                          |
| 네덜란드              | 2025년 5월 20일  | CD 싱글                                          |
| 캐나다                | 2025년 5월 20일  | CD 싱글                                          |
| 싱가포르              | 2025년 5월 21일  | CD 싱글                                          |
| 싱가포르              | 2025년 5월 22일  | CD 싱글                                          |
| 태국                  | 2025년 5월 22일  | CD 싱글                                          |
| 싱가포르              | 2025년 5월 23일  | CD 싱글                                          |
| 말레이시아            | 2025년 5월 23일  | CD 싱글                                          |
| 싱가포르              | 2025년 5월 24일  | CD 싱글                                          |
| 말레이시아            | 2025년 5월 24일  | CD 싱글                                          |
| 캐나다                | 2025년 5월 25일  | CD 싱글                                          |
| 싱가포르              | 2025년 5월 25일  | CD 싱글                                          |
| 태국                  | 2025년 5월 25일  | CD 싱글                                          |
| 네덜란드              | 2025년 5월 25일  | CD 싱글                                          |
| 미얀마                | 2025년 5월 25일  | CD 싱글                                          |
| 포르투갈              | 2025년 5월 25일  | CD 싱글                                          |
| 멕시코                | 2025년 5월 25일  | CD 싱글                                          |
| 페루                  | 2025년 5월 25일  | CD 싱글                                          |
| 세인트빈센트 그레나딘 | 2025년 5월 25일  | CD 싱글                                          |
| 캐나다                | 2025년 5월 26일  | CD 싱글                                          |
| 싱가포르              | 2025년 5월 26일  | CD 싱글                                          |
| 대한민국              | 2025년 5월 26일  | CD 싱글                                          |
| 태국                  | 2025년 5월 26일  | CD 싱글                                          |
| 캐나다                | 2025년 5월 27일  | CD 싱글                                          |
| 싱가포르              | 2025년 5월 27일  | CD 싱글                                          |
| 싱가포르              | 2025년 5월 28일  | CD 싱글                                          |
| 싱가포르              | 2025년 5월 29일  | CD 싱글                                          |
| 네덜란드              | 2025년 5월 29일  | CD 싱글                                          |
| 싱가포르              | 2025년 5월 30일  | CD 싱글                                          |
| 싱가포르              | 2025년 5월 31일  | CD 싱글                                          |
| 싱가포르              | 2025년 6월 1일   | CD 싱글                                          |
| 싱가포르              | 2025년 6월 2일   | CD 싱글                                          |
| 태국                  | 2025년 6월 4일   | CD 싱글                                          |
| 미얀마                | 2025년 6월 4일   | CD 싱글                                          |
| 말레이시아            | 2025년 6월 4일   | CD 싱글                                          |
| 싱가포르              | 2025년 6월 4일   | CD 싱글                                          |
| 네덜란드              | 2025년 6월 4일   | CD 싱글                                          |
| 멕시코                | 2025년 6월 9일   | CD 싱글                                          |
| 싱가포르              | 2025년 6월 17일  | CD 싱글                                          |
| 말레이시아            | 2025년 7월 15일  | CD 싱글                                          |
| 말레이시아            | 2025년 7월 16일  | CD 싱글                                          |
| 말레이시아            | 2025년 7월 17일  | CD 싱글                                          |
| 말레이시아            | 2025년 7월 18일  | CD 싱글                                          |
| 말레이시아            | 2025년 7월 19일  | CD 싱글                                          |
| 말레이시아            | 2025년 7월 20일  | CD 싱글                                          |
| 말레이시아            | 2025년 7월 21일  | CD 싱글                                          |
| 캐나다                | 2025년 7월 22일  | CD 싱글                                          |
| 캐나다                | 2025년 7월 23일  | CD 싱글                                          |
| 캐나다                | 2025년 7월 24일  | CD 싱글                                          |
| 캐나다                | 2025년 7월 25일  | CD 싱글                                          |
| 캐나다                | 2025년 7월 26일  | CD 싱글                                          |
| 캐나다                | 2025년 7월 27일  | CD 싱글                                          |
| 캐나다                | 2025년 7월 28일  | CD 싱글                                          |
| 싱가포르              | 2025년 7월 29일  | CD 싱글                                          |
| 캐나다                | 2025년 8월 1일   | CD 싱글                                          |
| 캐나다                | 2025년 8월 2일   | CD 싱글                                          |
| 캐나다                | 2025년 8월 3일   | CD 싱글                                          |
| 캐나다                | 2025년 8월 4일   | CD 싱글                                          |
| 캐나다                | 2025년 8월 5일   | CD 싱글                                          |
| 캐나다                | 2025년 8월 6일   | CD 싱글                                          |
| 캐나다                | 2025년 8월 7일   | CD 싱글                                          |
| 캐나다                | 2025년 8월 8일   | CD 싱글                                          |
| 캐나다                | 2025년 8월 9일   | CD 싱글                                          |
| 캐나다                | 2025년 8월 10일  | CD 싱글                                          |
| 캐나다                | 2025년 8월 11일  | CD 싱글                                          |
| 캐나다                | 2025년 8월 12일  | CD 싱글                                          |
| 캐나다                | 2025년 8월 13일  | CD 싱글                                          |
| 캐나다                | 2025년 8월 14일  | CD 싱글                                          |
| 캐나다                | 2025년 8월 15일  | CD 싱글                                          |
| 캐나다                | 2025년 8월 16일  | CD 싱글                                          |
| 캐나다                | 2025년 8월 17일  | CD 싱글                                          |
| 캐나다                | 2025년 8월 18일  | CD 싱글                                          |
| 캐나다                | 2025년 8월 19일  | CD 싱글                                          |
| 싱가포르              | 2025년 9월 28일  | CD 싱글                                          |
| 멕시코                | 2025년 9월 28일  | CD 싱글                                          |
| 말레이시아            | 2025년 9월 28일  | CD 싱글                                          |
| 싱가포르              | 2025년 9월 30일  | CD 싱글                                          |
| 멕시코                | 2025년 9월 30일  | CD 싱글                                          |
| 싱가포르              | 2025년 10월 4일  | CD 싱글                                          |
| 멕시코                | 2025년 10월 4일  | CD 싱글                                          |
| 베트남                | 2025년 10월 7일  | CD 싱글                                          |
| 캐나다                | 2025년 10월 8일  | CD 싱글                                          |
| 싱가포르              | 2025년 10월 9일  | CD 싱글                                          |
| 말레이시아            | 2025년 10월 10일 | CD 싱글                                          |
| 멕시코                | 2025년 10월 13일 | CD 싱글                                          |
| 캐나다                | 2025년 10월 15일 | CD 싱글                                          |
| 페루                  | 2025년 10월 17일 | CD 싱글                                          |
| 멕시코                | 2025년 10월 20일 | CD 싱글                                          |
| 말레이시아            | 2026년 1월 20일  | CD 싱글                                          |
| 말레이시아            | 2026년 1월 21일  | CD 싱글                                          |
| 말레이시아            | 2026년 1월 22일  | CD 싱글                                          |
| 말레이시아            | 2026년 1월 23일  | CD 싱글                                          |
| 말레이시아            | 2026년 1월 24일  | CD 싱글                                          |
| 말레이시아            | 2026년 1월 25일  | CD 싱글                                          |
| 말레이시아            | 2026년 1월 26일  | CD 싱글                                          |
| 싱가포르              | 2026년 3월 2일   | CD 싱글                                          |
| 말레이시아            | 2026년 3월 2일   | CD 싱글                                          |
| 스웨덴                | 2026년 3월 22일  | CD 싱글                                          |
| 캐나다                | 2026년 3월 26일  | CD 싱글                                          |
| 스페인                | 2026년 3월 27일  | CD 싱글                                          |
| 페루                  | 2026년 3월 29일  | CD 싱글                                          |
| 말레이시아            | 2026년 5월 2일   | CD 싱글                                          |
| 베트남                | 2026년 5월 5일   | CD 싱글                                          |
| 베트남                | 2026년 5월 14일  | CD 싱글                                          |
| 베트남                | 2025년 5월 15일  | CD 싱글                                          |
| 싱가포르              | 2026년 5월 23일  | CD 싱글                                          |
| 싱가포르              | 2026년 5월 24일  | CD 싱글                                          |
| 말레이시아            | 2027년 5월 2일   | CD 싱글                                          |
| 말레이시아            | 2028년 5월 2일   | CD 싱글                                          |

## 같이 보기
- 2011년 빌보드 핫 100 차트 1위 목록